# Storm Hunters
Storm Hunters (englisch für Sturmjäger, Originaltitel Into the Storm) ist ein US-amerikanischer Katastrophenfilm aus dem Jahr 2014. Regie führte Steven Quale. Kinostart in den Vereinigten Staaten war der 8. August 2014.

## Handlung
Eine Gruppe Jugendlicher sitzt in einem Auto, als sich ein Tornado nähert. Ein Junge steigt aus, um Filmaufnahmen zu machen. Als die Gruppe erkennt, wie schnell sich der Sturm nähert, ist es schon zu spät; sie werden von ihm erfasst und getötet.
In Silverton, Oklahoma, bereitet sich der Abschlussjahrgang der Highschool auf die Entlassungsfeier vor. Gary Morris, der Konrektor, lässt seine Söhne Videos anfertigen, in denen Absolventen und andere Leute Prognosen über ihr Leben in 25 Jahren abgeben, um diese später als Zeitkapseln zu öffnen und sich anzusehen. Gleichzeitig versucht Pete, ein erfahrener Tornadofilmer, mit seinem Team seit einem Jahr erfolglos einen Tornado zu erwischen. Er möchte sich mit einem gepanzerten Spezialfahrzeug in dessen Auge begeben. Als sie von einem sich immer mehr zusammenbrauenden Sturmgebiet erfahren, entschließen sie sich, zum Filmen nach Silverton aufzubrechen. Dort angekommen, stellen sie fest, dass sich die Unwetterzelle abgeschwächt und teilweise aufgelöst hat, um sich plötzlich wieder zu verstärken, zu einem schweren Hagelsturm zu werden und einen Tornado zu bilden, der Kurs auf die Highschool nimmt. Dort findet die Abschlussfeier unter freiem Himmel statt; im letzten Moment können sich die Teilnehmer in einen Sturmschutzbereich retten.
Morris’ älterer Sohn Donnie hatte die Feier geschwänzt, um Kaitlyn bei einem Dokumentarvideo über eine alte Papierfabrik zu helfen. In dem Gebäude werden sie vom Sturm überrascht und von Trümmern eingeschlossen. Ein Wasserrohr bricht und lässt ihren Kellerraum langsam volllaufen, so dass sie zu ertrinken drohen. Gary trifft in der Stadt auf Petes Team, sie geraten in einen weiteren Tornado und als Gary Petes Meteorologin festhält und ihr das Leben rettet, entschließt sich das Team, Gary in der Fabrik zu helfen. Im letzten Moment gelingt es ihnen, die beiden Jugendlichen zu retten.
In der Zwischenzeit bildet sich ein weitaus größerer Tornado, der die Stadt dem Erdboden gleich zu machen droht. Die Bürger haben in der High School Schutz gesucht, der dortige Schutzbereich ist aber für einen Tornado der Klasse F5 unzureichend. Weil sämtliche Mobilfunknetze ausgefallen sind, begibt sich Petes Team zur Schule, die Bürger flüchten in Schulbussen. Einigen wird der Weg durch einen umgestürzten Hochspannungsmast abgeschnitten.
Die von allen Fluchtwegen Abgeschnittenen suchen Zuflucht in einem Abwasserkanal. Dessen Tor wird jedoch von dem Tornado zerstört. In dieser Situation opfert sich Pete, indem er sein Spezialfahrzeug vor das Tor fährt und es zunächst mit dessen Spezialfüßen, schließlich noch mit einer Winde sichert. Pete wird anschließend in das Auge des Tornados gezogen. Er filmt dies mit seiner Spezialkamera und verstirbt anschließend. Die Gruppe überlebt; anschließend äußern sich mehrere Überlebende in Videos glücklich und dankbar. Einigermaßen unbeschadet überlebt hat auch eine Gruppe betrunkener Hobbyfilmer, die sich den ganzen Film über unvernünftig verhalten haben.

## Hintergrund
Storm Hunters wurde von Broken Road Productions, New Line Cinema und Village Roadshow Pictures produziert. Die Dreharbeiten fanden in Michigan in Detroit, Pontiac und Rochester statt. Am 8. August 2014 kam der Film in den USA in die Kinos. Bei geschätzten 50 Millionen US-Dollar Produktionskosten spielte er am Eröffnungswochenende über 17 Millionen US-Dollar ein. In Deutschland und der Schweiz wurde der Film ab dem 21. August 2014 gezeigt, in Österreich ab dem 22. August 2014. In Deutschland sahen 42.932 Kinobesucher in 350 Kinos den Film in der Startwoche, er erreichte damit Platz 14 der deutschen Wochencharts.
Der Film ist im Found-Footage-Stil inszeniert.

## Synchronisation
Die deutschsprachige Synchronisation entstand bei der RC Production Kunze & Wunder nach einem Dialogbuch von Tobias Neumann unter der Dialogregie von Frank Schaff.
| Darsteller          | Deutscher Sprecher | Rolle                  |
| ------------------- | ------------------ | ---------------------- |
| Richard Armitage    | Torben Liebrecht   | Gary Fuller            |
| Sarah Wayne Callies | Natascha Geisler   | Allison Stone          |
| Matt Walsh          | Peter Flechtner    | Pete Moore             |
| Nathan Kress        | Christian Zeiger   | Trey Fuller            |
| Alycia Debnam-Carey | Luisa Wietzorek    | Kaitlyn Johnston       |
| Arlen Escarpeta     | Marcel Collé       | Daryl Kerley           |
| Jeremy Sumpter      | Ricardo Richter    | Jacob Hodges           |
| Kyle Davis          | Tommy Morgenstern  | Donk                   |
| Jon Reep            | Tobias Müller      | Reevis                 |
| Scott Lawrence      | Oliver Siebeck     | Direktor Thomas Walker |
| David Drumm         | Peter Groeger      | Chester Campbel        |
| Frank Zieger        | Uwe Jellinek       | Kenny Hurst            |
| Steve Garagiola     | Erich Räuker       | Nachrichtensprecher    |

## Rezeption
- Mit einem weltweiten Einspielergebnis von über 150 Mio. US-Dollar an den Kinokassen konnte der Film das Dreifache seiner Produktionskosten einspielen und gilt somit als großer Erfolg.[5] Die Kritik an dem Film ist größtenteils negativ, so auch Ralf Krämer von der Welt. Seiner Ansicht nach scheitert der Film sowohl an der Dünne der Story als auch an den schauspielerischen Leistungen. Der Film wäre nur auf Effekthascherei ausgelegt.

„Regisseur Steven Quale häuft bombastische Effekte und hoch emotionale Momente nach dem Content-Prinzip an. Er lässt möglichst viel passieren, damit nicht schon während des Films auffällt, dass man ihn nach dem Verlassen des Kinos umgehend vergessen haben wird.
Denn der konzeptionelle Clou, Storm Hunters nur aus dem Material der sich ständig selbst und gegenseitig filmenden Protagonisten zusammen zu schneiden, ist ironischerweise so perfekt umgesetzt, dass diese nicht geringe Leistung wohl nur den Medientheoretikern im Publikum besonders auffallen dürfte.“

- Markus Keuschnigg von der Presse bewertet den Film ebenfalls negativ: „[Quales] Storm Hunters ist mehr Digitaltrick-Demo denn Spielfilm, daran ändern auch die soliden Schauspiel-Leistungen nichts“ ist sein Fazit.[3]

- Die Stuttgarter Zeitung kommt zu folgendem Schluss:

„Beinahe könnte dies also etwas werden, wenn nicht alle Charaktere so grausig hingestrichelt wären, alle Dialoge banal klängen und alle Handlungen den Stereotypen mieser TV-Serien glichen. So hofft man dann doch wieder nur, der Sturm möge bitte baldmöglichst alle davonwirbeln.“

## Auszeichnungen
Golden Trailer 2014
- Best Sound Editing